# Булатово (Подольський міський округ)
Була́тово (рос. Булатово) — присілок у складі Подольського міського округу Московської області, Росія.

## Населення
Населення — 31 особа (2010; 17 у 2002).
Національний склад (станом на 2002 рік):
- росіяни — 47 %
- корейці — 47 %